# Ray Lewis
Raymond Anthony Lewis Jr. (født 15. maj 1975 i Bartow, Florida, USA) er en tidligere amerikansk footballspiller, der spillede 17 år i NFL som linebacker for Baltimore Ravens. Lewis blev straks en vigtig spiller i Ravens forsvar, og hans meritter rangerer ham som en af de bedste linebackers i NFL's historie.
Lewis var en del af det Baltimore Ravens-hold, der i 2001 vandt Super Bowl XXXV efter sejr over New York Giants. Ravens forsvar holdt, under Lewis' ledelse Giants helt ude af kampen, og efterfølgende blev Lewis valgt som MVP, kampens mest værdifulde spiller. Han var også med til at vinde Super Bowl XLVII i 2013. Udover Super Bowl-triumferne er Lewis hele 13 gange blevet udtaget til Pro Bowl, NFL's All Star-kamp. To gange, i 2000 og 2003 er han desuden blevet valgt til ligaens bedste forsvarsspiller.
Før Super Bowl sæsonen i 2001 var Ray Lewis indblandet i en drabsepisode, hvor han var en af de hovedmistænkte. Han blev frikendt og spillede en af sine bedste sæsoner og vandt Super Bowl året efter med Baltimore Ravens og deres frygtindgydende forsvar.